# 廖家湾乡
廖家湾乡，是中华人民共和国湖南省郴州市苏仙区下辖的一个乡镇级行政单位。

## 行政区划
廖家湾乡下辖以下地区：
廖家湾社区、廖家湾村、扶塘村、黄家湾村、下洞村、上洞村、菜岭村、东边岭村、鱼网村、大竹山村和吴溪村。